# Carl Eduard Abendroth
Carl Eduard Abendroth (* 9. September 1804 in Hamburg; † 25. Januar 1885 in Wandsbek) war ein Hamburger Kaufmann und Mitglied der Hamburgischen Bürgerschaft im 19. Jahrhundert.

## Leben und Beruf
Carl Eduard Abendroth entstammte einer Hamburger Juristenfamilie. Sein Vater Amandus Augustus Abendroth war Senator und Hamburger Bürgermeister. Er war mit Bertha von Hildebrandt (5.  Februar 1816 in Hamburg, † 27. Januar 1895 in Hamburg) verheiratet. Aus dieser Ehe entstammten acht Kinder (fünf Mädchen und drei Jungen).
Abendroth betrieb die Korndampfmühle auf dem Kehrwieder-Wall und wohnte in der Fuhlentwiete in der Neustadt. 1856 sprach er sich in einer Denkschrift gegen Lindleys Pläne zur Entwässerung des Hammerbrookes aus, weil er diese für unzureichend hielt. Neben seiner Tätigkeit als Getreidekaufmann war er von 1862 bis 1873 Mitglied der Verwaltung der Allgemeinen Versorgungsanstalt und von 1867 bis 1873 Direktor derselben.

## Politik und gesellschaftliches Engagement
Von 1859 bis 1871 gehörte Abendroth der Hamburgischen Bürgerschaft an. Bis 1865 wurde er in den sogenannten „Allgemeinen Wahlen“ in die Bürgerschaft gewählt und später durch die „Grundeigentümerwahlen“. 
Abendroth bekleidete bis zum Ende seines Lebens viele bürgerliche wie kirchliche Ehrenämter. Unter anderem war er Major beim Generalstab des Bürgermilitärs (1835 bis 1839) und Adjutant (1838 bis 1841). An kirchlichen Ämtern übernahm er unter anderem die Mitgliedschaft der Beede (1852/1853) und das Amt als Inspektor der St. Nikolai Freischule (1853). In der Gemeinde von St. Nikolai war er Gotteskastenverwalter (1860) und Vorsteher (1870 bis 1879).
Im bürgerlichen Leben war Abendroth Mitglied des Gefängniskollegiums (1838 bis 1846), der Bürgermilitär-Kommission (1842 bis 1844) und der interimistischen Bewaffnungskommission (1844/1845). Er übernahm das Amt des Provisors des Allgemeinen Krankenhauses (1846 bis 1851) und war wiederholt Mitglied des Gesundheitsrates und des großen Armenkollegiums. In letzterer Eigenschaft veröffentlichte er am 4. April 1846 die „Betrachtung über die gegenwärtige Verhältnisse des Werk- und Armenhauses“, in der er erhebliche Missstände dieser städtischen Einrichtung aufdeckte.